# Anne la prophétesse
Pour les articles homonymes, voir Anne et Sainte Anne.
Anne (חַנָּה, Hannah en hébreu, Ἄννα, Anna en grec ancien), Anne fille de Phanuel, Anne la prophétesse  ou Anne de Jérusalem est un personnage du Nouveau Testament, mentionné seulement dans l'Évangile selon Luc.
C'est une sainte chrétienne fêtée le 3 février,.

## Anne la prophétesse dans l'Évangile selon Luc
Dans l'Évangile selon Luc, Anne est une femme âgée qui prophétise au sujet de Jésus dans le Temple de Jérusalem lors de l'épisode de sa présentation de Jésus au Temple. Elle intervient au moment de la prophétie de Syméon. Elle apparaît dans Luc 2:36-38:
« Il y avait aussi une prophétesse, Anne, fille de Phanouel, de la tribu d’Asher. Elle était fort avancée en âge. Après avoir, depuis sa virginité, vécu sept ans avec son mari, elle était restée veuve ; parvenue à l’âge de quatre-vingt-quatre ans, elle ne quittait pas le Temple, servant Dieu nuit et jour dans le jeûne et la prière. Survenant au même moment, elle se mit à louer Dieu et à parler de l’enfant à tous ceux qui attendaient la délivrance de Jérusalem. ».
Il ne semble pas qu’elle soit citée dans un autre texte  canonique.

## Anne dans les apocryphes
Le récit médiéval Le Roman de Saint Fanuel est un apocryphe chrétien qui assimile Anne la prophétesse à Anne, mère de Marie, grand-mère maternelle de Jésus, et lui attribue une naissance miraculeuse par la cuisse de son père le roi Phanuel.

## Dans les arts
- La prophétesse Anne est représentée en statue avec Marie, Joseph et Syméon sur la façade de la cathédrale de Chartres (XIIIe siècle).
- La prophétesse Anne est représentée par Giotto sur une fresque de la chapelle Scrovegni à Padoue.
- Rembrandt fit une représentation de sa mère en prophétesse Anne dans un tableau, peint en 1631, exposé au Rijksmuseum d'Amsterdam.

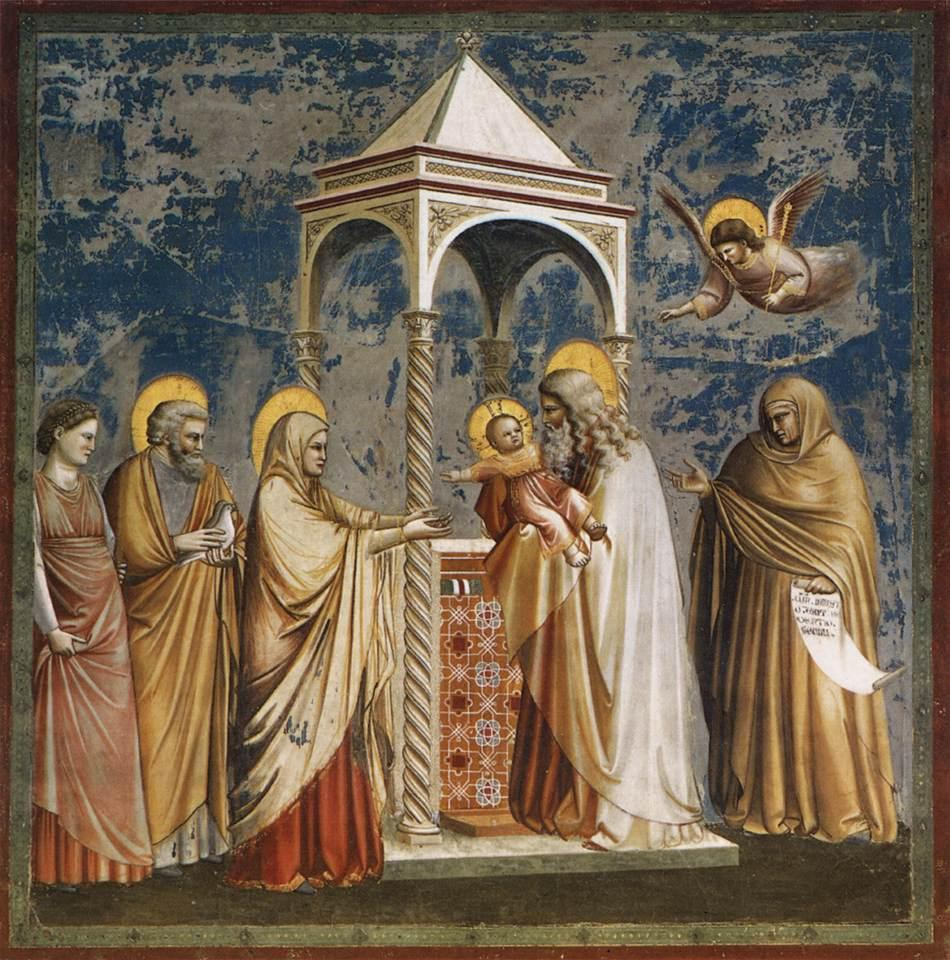
Anne (à droite) lors de la présentation de Jésus au Temple (œuvre de Giotto, chapelle Scrovegni à Padoue).
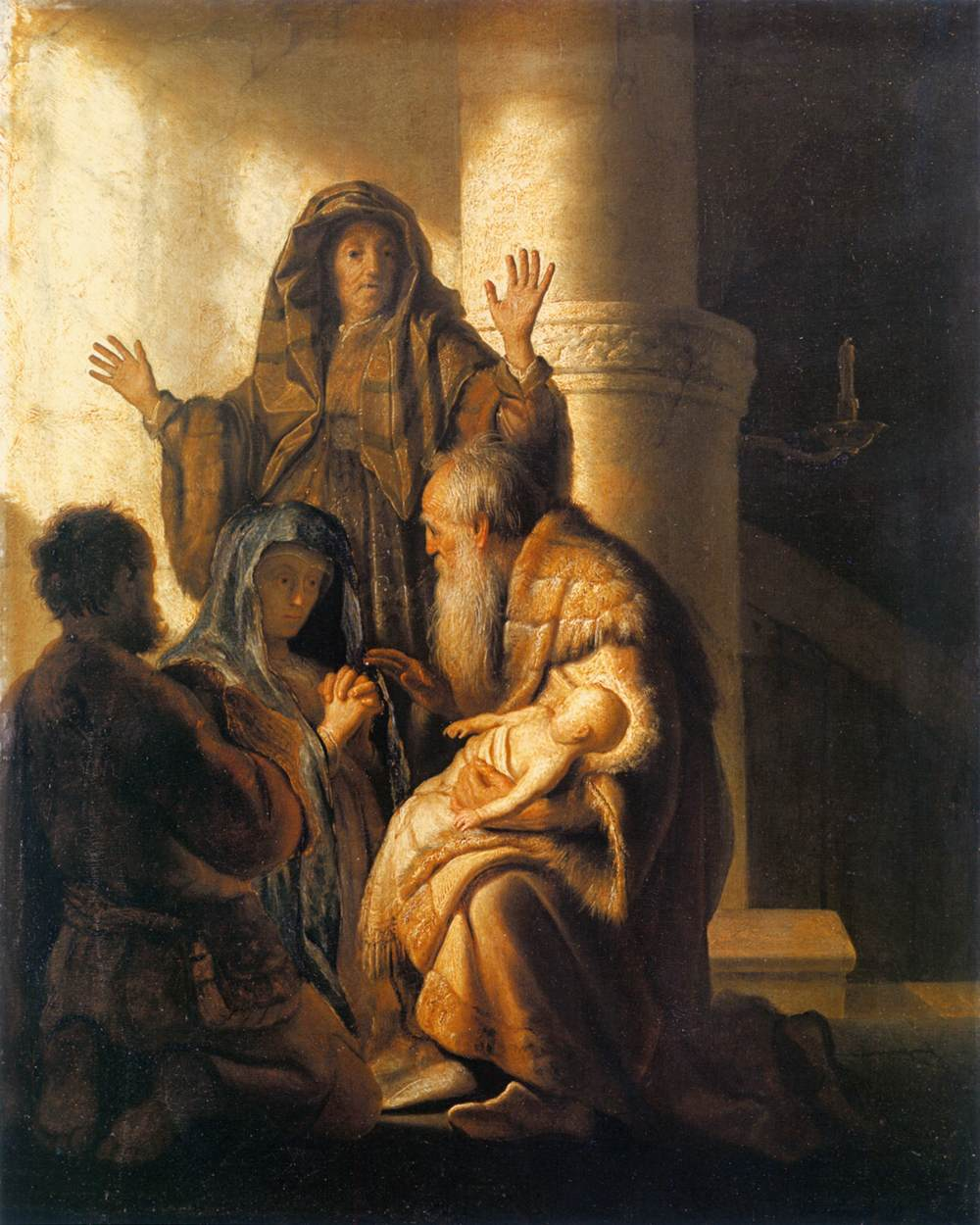
Rembrandt, Anne et Syméon dans le Temple.
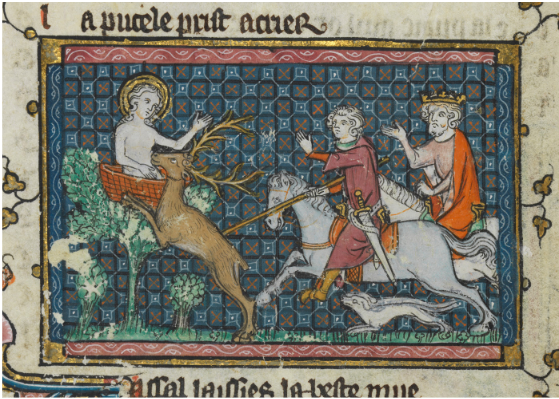
Enluminure montrant Anne fille de Phanuel élevée par un cerf au milieu des bois.